# Зіткнення (фільм, 2004)
«Зіткнення» (англ. Crash) — кримінальна драма Пола Гаґґіса. Фільм вперше був представлений публіці на кінофестивалі в Торонто у вересні 2004, а у 2005 році випущений у міжнародний прокат.

## Сюжет
Домогосподарка і її чоловік, окружний прокурор з Брентвуда. Власник крамнички, персидець. Два поліцейські детективи, коханці. Чорношкірий телевізійний режисер і його дружина. Слюсар (мексиканець). Два злочинці, викрадачі машин. Поліцейський — новобранець. Сімейна пара середніх років, корейці. Всі вони мешканці Лос-Анджелеса. В наступні 36 годин вони зіткнуться і це зіткнення приведе до непередбачуваних і трагічних наслідків.

## У ролях
- Сандра Буллок — Джин Кебот
- Метт Діллон — офіцер Джон Раян
- Дон Чідл — детектив Ґрегем Вотерс
- Дженніфер Еспозіто — Ріа
- Брендан Фрейзер — Рік Кебот
- Терренс Говард — Кемерон Таєр
- Лудакріс — Ентоні
- Тенді Ньютон — Крістін Таєр
- Майкл Пенья — Деніел Руїз
- Раян Філліпп — офіцер Томмі Гансен
- Лоренц Тейт — Пітер Вотерс
- Шон Тоуб — Фаргад
- Вільям Фіхтнер — Джейк Фалаган
- Кіт Девід — лейтенант Діксон
- Деніел Де Кім — Парк
- Марина Сіртіс — Шерін

## Нагороди
Фільм отримав 6 номінацій на 78-й церемонії вручення премії «Оскар», у трьох з яких виграв (найкращий фільм, найкращий монтаж, найкращий оригінальний сценарій).

## Цікаві факти про фільм
- У картині засвітився Арнольд Шварценеггер. Правда, не у звичній іпостасі актора, а на посаді губернатора Каліфорнії. Його фотографія у рамці висить на стіні офісу лейтенанта Діксона.
- Роль Гансена (Раян Філіпп) могла дістатися Гіту Леджеру.
- Режисер Пол Гаґґіс свого часу сам постраждав від автомобільних злодіїв. Ця подія зіграла чималу роль у появі картини на світ.
- Сандра Буллок настільки сильно хотіла взяти участь у зйомках цієї картини, що купила квиток на літак своїм коштом і відправилася на знімальний майданчик.
- Роль телевізійного директора запропонували Форесту Вітейкеру. Проте, режисер відмовився від участі в проєкті на користь свого власного — «Перша дочка» (2004).
- Щоб вкластись у не дуже великий бюджет ($6 млн), Пол Гаґґіс надав для зйомок свій власний дім (у фільмі — дім Каботів) і машину.